# Eocaecilia micropodia
Eocaecilia micropodia là một loài đã tuyệt chủng thuộc bộ Không chân, chúng sống vào kỷ Jura sớm ở Arizona, Hoa Kỳ. Nó được chia sẻ một số đặc điểm với kỳ giông và bộ Microsauria nay đã tuyệt chủng.

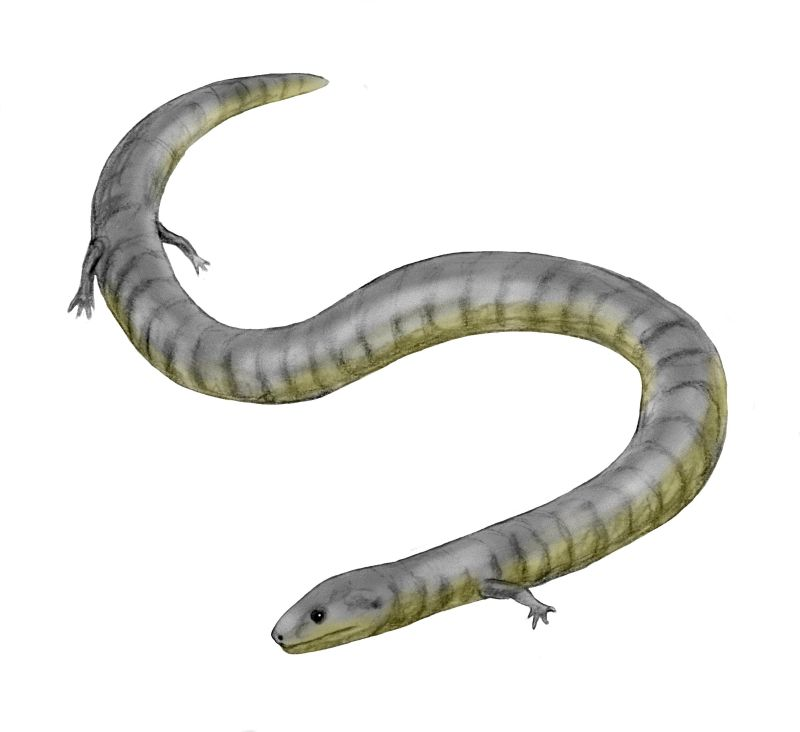
Phục hồi

Nó có kích thước nhỏ, khoảng 15 cm. Không giống như ếch giun hiện đại, bị cụt cả hai chân, Eocaecilia sở hữu đôi chân nhỏ, và trong khi ếch giun hiện đại mắt kém phát triển và dành nhiều thời gian dưới mặt đất, mắt của Eocaecilia phần nào phát triển tốt hơn. Mặc dù tổ tiên chính xác của Eocaecilia bị tranh cãi, loài tổ tiên đó có thể ở thuộc Lepospondyli hoặc Temnospondyli sống vào thời Đại Cổ Sinh và Đại Trung Sinh.